# Peter Hofmann (Chemiker)

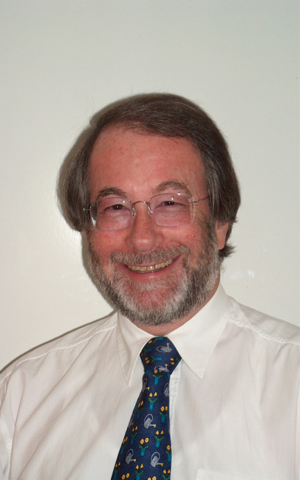
Peter Hofmann

Peter Hofmann (* 12. Januar 1947 in Nürnberg; † 15. August 2015 in Heidelberg) war ein deutscher Chemiker, der vor allem auf dem Gebiet der Organometallchemie und Homogenkatalyse bekannt ist. Er war C4-Professor am Organisch-Chemischen Institut der Universität Heidelberg.

## Leben
Peter Hofmann studierte Chemie (Diplom-Chemiker 1971) und promovierte auf dem Gebiet der synthetischen und physikalisch-organischen Chemie im Jahr 1973 an der Friedrich-Alexander-Universität Erlangen-Nürnberg. Es folgte ein Postdoktoranden-Aufenthalt in der Forschungsgruppe von Roald Hoffmann an der Cornell University (Ithaca, USA). Als Postdoktoranden-Stipendiat der DFG arbeitete er dort im Bereich der theoretischen organischen und Organometallchemie. Nachdem er 1975 nach Deutschland zurückgekehrt war, begann er mit seiner eigenen Forschung in der Forschungsgruppe von Paul von Ragué Schleyer in Erlangen, wo er 1978 seine Habilitation erlangte.
Im Herbst 1979 nahm er eine Einladung des Chemieinstituts der University of California, Berkeley, als Gastprofessor an. 1980 wurde er zurück in Erlangen zum Professor (C2) ernannt. 1981 bis 1983 hatte er den E. O. Fischer Gastlehrstuhl der Technischen Universität München inne. Ab 1983 war er dort Extraordinarius am Anorganisch-Chemischen Institut. Im Jahr 1995 lehnte er einen Ruf an die Freie Universität Amsterdam ab und folgte dem Ruf auf einen Lehrstuhl für Organische Chemie an der Universität Heidelberg.
Im Jahr 2002 initiierte Peter Hofmann den Sonderforschungsbereich SFB623 „Molekulare Katalysatoren - Struktur und Funktionsdesign“, welchen er über zwei Förderperioden hinweg bis Juli 2009 als Sprecher geleitet hat. Zwischen 2002 und 2004 war er Dekan und von 2004 bis 2008 Prodekan der Fakultät für Chemie und Geowissenschaften. Er erhielt zahlreiche Stipendien und Auszeichnungen, hervorzuheben sind dabei der Emmy-Noether-Habilitationspreis und der Dozentenpreis des Fonds der Chemischen Industrie.
Während seiner Laufbahn war er Gastprofessor an den Universitäten in Bern, Ulm, Berlin, Rennes und Straßburg. Er war Redaktionsmitglied mehrerer wissenschaftlicher Zeitschriften und Buchserien. 2006 wurde er zum ordentlichen Mitglied der Heidelberger Akademie der Wissenschaften und des Internationalen Wissenschaftlichen Beratungsgremiums des Max-Planck-Instituts für Kohlenforschung in Mülheim gewählt.
Peter Hofmann war bis 2015 wissenschaftlicher Leiter des Catalysis Research Laboratory (CaRLa), dessen Gründung er initiierte und das 2006 als gemeinsame Forschungsinstitution der BASF SE und der Universität Heidelberg, unterstützt durch das Land Baden-Württemberg, eingerichtet wurde. In CaRLa wird breite interdisziplinär angelegte Grundlagenforschung und anwendungsorientierte Forschung auf dem Gebiet der Homogenkatalyse betrieben.
Im Jahr 2008 wurde ihm die Emil-Fischer-Medaille der Gesellschaft Deutscher Chemiker verliehen, einer der angesehensten Wissenschaftspreise für Chemiker in Deutschland. 2011 wählte ihn die Nordrhein-Westfälische Akademie der Wissenschaften und der Künste zum Mitglied. Peter Hofmann wurde für 2012 als erstem Träger dieser Auszeichnung die neu eingerichtete „Charles Casey Lectureship in Organometallic Chemistry“ an der University of Wisconsin in Madison (USA) verliehen.
Er war Organisator des Heidelberg Forum of Molecular Catalysis (HFMC), das seit 2001 im zweijährlichen Turnus als international hochkarätig besetztes Symposium in Heidelberg stattfindet. Des Weiteren war er Autor von über 130 Veröffentlichungen in Zeitschriften und mehreren Kapiteln in Fachbüchern und zudem Mitinhaber von vielen Patenten.

## Forschung

"Hofmann type" carbene complexes

- Metallorganische und Organische Chemie, Homogenkatalyse
- Präparative und Physikalisch-Organische Chemie
- rationales Ligandendesign für die Homogenkatalyse
- Reaktionsmechanismen in Metallorganik und Homogenkatalyse
- Angewandte Quantenchemie

## Auszeichnungen
- 1978 Emmy-Noether-Habilitationspreis
- 1981 Dozentenpreis des Fonds der Chemischen Industrie
- 2006 Wahl zum ordentlichen Mitglied der Heidelberger Akademie der Wissenschaften
- 2008 Verleihung der Emil-Fischer-Medaille der Gesellschaft Deutscher Chemiker
- 2011 Ernennung zum Mitglied der Nordrhein-Westfälischen Akademie der Wissenschaften und der Künste
- 2012 Charles Casey Lectureship in Organometallic Chemistry

## Publikationen

### Patente
- P. Hofmann, H. Heiss DE 4134772, 1991 (BASF AG).
- F. Lippert, A. Höhn, P. Hofmann WO 1995/03353 A1 1995 (BASF SE).
- F. Lippert, A. Höhn, P. Hofmann WO 1996/37537 A1 1996 (BASF SE).
- T. Rühl, J. Henkelmann, M. Heider, P. Hofmann EP 1996/0737663 A1 (BASF SE).
- W. Ahlers, M. Röper, P. Hofmann, D. Warth, R. Paciello WO 2001/58589 A1 (BASF SE).
- W. Ahlers, R. Paciello, M. Röper, P. Hofmann, M. Tensfeldt, A. Goethlich WO 2001/85739 A1 (BASF SE).
- W. Ahlers, R. Paciello, D. Vogt, P. Hofmann WO 2002/083695 A1 (BASF SE).
- M. O. Kristen, P. Hofmann, F. Eisenträger WO 2002/02573A1 2002 (BASF SE).
- P. Hofmann, P. Hanno-Igels, O. Bondarev, C. Jäkel WO 2009/101162 A1 (BASF SE).
- C. Jäkel, P. Hofmann, C. Scriban, P. Hanno-Igels WO 2011/012687 A2 (BASF SE).